# Big When I Was Little
«Big When I Was Little» es una canción de la cantante y compositora británica Eliza Doolittle. La canción fue lanzada como descarga digital en el Reino Unido el 28 de julio de 2013, el primer sencillo de su segundo álbum de estudio, en sus manos (2013). Se unió a la lista de la BBC Radio 2 de junio.
Debutó en el número 12 en la lista de singles del Reino Unido el 4 de agosto de 2013, por lo que es su tercer solo de Reino Unido Top 40 después de "Pack Up" y "Skinny Genes".

## Canciones
| Digital download |                              |          |  |
| N.º              | Título                       | Duración |  |
| 1.               | «Big When I Was Little»      | 3:52     |  |
| 2.               | «You and Me» (Versión piano) | 4:00     |  |

## Posicionamiento

### Listas
| Listas (2013)                               | Posiciones |
| ------------------------------------------- | ---------- |
| Bélgica (Flandes) (Ultratip Bubbling Under) | 27         |
| Escocia (Scottish Singles Sales Chart)      | 17         |
| Eslovaquia (Rádio Top 100)                  | 73         |
| Reino Unido (UK Singles Chart)              | 12         |